# Obrigkeitsstaat
Der Obrigkeitsstaat ist ein Staatsmodell, dem ursprünglich in Abgrenzung zur Rätedemokratie die monokratischen Staaten zugeordnet wurden. In diesem Verständnis wird ein Staat dann als Obrigkeitsstaat charakterisiert, wenn die öffentlichen Angelegenheiten nahezu ausschließlich durch einen Herrscher sowie eine ihm zugeordnete aristokratische, militärische oder bürokratische Führungsgruppe geregelt werden.
Im engeren Sinne wird der Begriff in der Geschichtswissenschaft – nicht zuletzt wegen des „inflationären Auftretens“ des Begriffs Obrigkeit zwischen dem 15. und 17. Jahrhundert – auch auf das Zeitalter des Absolutismus angewendet. Ferner wird ebenso der konstitutionell-monarchische deutsche Staat des 19. Jahrhunderts als Obrigkeitsstaat gekennzeichnet, in dem im Vergleich zum Verfassungssystem des Grundgesetzes in der Bundesrepublik Deutschland die Möglichkeit der Partizipation des Bürgers an staatlichen Entscheidungsprozessen weitaus geringer gewesen ist.
Die dem Obrigkeitsstaat zugrunde liegende politische Idee, dass alle Macht dem Staat übertragen wird, dieser die Sicherheit gewährleiste und der Bürger als Untertan apolitisch und rein privat handele, ist auf die politische Philosophie von Thomas Hobbes zurückzuführen.

## Geschichte
Quantitativ wurde der Begriff im 19. und Anfang des 20. Jahrhunderts laut Google Books Ngram Viewer im deutschsprachigen Raum in veröffentlichten Werken nur gelegentlich verwendet, bis die Nutzung ab etwa 1911 plötzlich steil anstieg und um 1921 einen Höhepunkt erreichte. Die Verwendung fiel danach kontinuierlich ab. In der Zeit des Nationalsozialismus sank sie besonders rasch, was aber mit der Presse- und Buchzensur zusammenhängt. Ab 1940 steigt die Nutzung abermals, erreichte 1945 wieder den Wert von 1921 und kletterte von da an fast stetig bis 1980. Seitdem befindet sich die Begriffsverwendung im Fall.
Hugo Preuß verwendete das Gegensatzpaar Obrigkeitsstaat und Volksstaat während des Ersten Weltkriegs ab 1915 mehrfach in Vorträgen und Publikationen. In den Debatten über innenpolitische Reformen des Deutschen Reiches und Preußens ab 1915 fand es in der linksliberalen und sozialistischen Publizistik vermehrt Verwendung, bis es im Zuge der Novemberrevolution schlagartig durch Preuß’ Leitartikel „Volksstaat oder verkehrter Obrigkeitsstaat?“ im Berliner Tageblatt am 14. November 1918 sehr große Bedeutung erlangte. In den folgenden Wochen und Monaten auf dem Weg zur Weimarer Reichsverfassung wurde der Begriff Obrigkeitsstaat zu einem verbreiteten politischen Schlagwort.
Die Tradierung des Begriffs Obrigkeitsstaat als eine polemische Kategorie ist indessen auf Otto von Gierke zurückzuführen, auf dessen historisch rekonstruierte Genossenschaftslehre Hugo Preuß bei seiner Ablehnung der staatlichen Souveränität, die er als „das tragende Prinzip des Obrigkeitsstaates“ verstand, zurückgriff.
Für Preuß stellte sich der rechtstheoretische Genossenschaftsgedanke als eine Alternative zum Rechtsstaat-Gedanken dar, da er den Rechtsstaat unter dem Vorzeichen eines Obrigkeitsstaates wahrnahm und Staat und Gesellschaft einerseits sowie öffentliches und privates Recht andererseits scharf voneinander trennte. Bei der Konzeption des von ihm bevorzugten „Volkstaates“, den er in Anlehnung an Ideen von Gierke und Freiherr vom Stein als ein Gegenmodell zum „Obrigkeitsstaat“ entwarf, sollte der politischen Partizipation der Gesellschaft „von unten“ mehr Raum geboten werden. Auf diesem Hintergrund fasste Preuß „Gemeinden, Länder und Gesamtstaat als funktional abgegrenzte und gestufte Ebenen“ seines Volkstaatsmodells auf; insbesondere die kommunale Selbstverwaltung sollte gestärkt werden.
In der noch jungen Bundesrepublik Deutschland setzte sich der Philosoph Karl Jaspers angesichts der Erfahrungen mit dem Nationalsozialismus für eine konsequente „Abkehr vom obrigkeitsstaatlichen Denken“ ein. Nach ihm drohe der Demokratie stets die Gefahr, dass sie sich über den autoritären Staat hin zu einer Diktatur entwickeln könne. Unter anderem unter dem Eindruck der Spiegel-Affäre, der Großen Koalition und der Diskussion um die Notstandsgesetze diagnostizierte er 1966 in seinem Buch „Wohin treibt die Bundesrepublik?“: „Aus dem Jahrhunderte währenden Obrigkeitsstaat sind, ohne helles Bewußtsein, Gesinnungen geblieben, die heute noch mächtig sind.“ Als Beispiele führte er neben anderen beobachteten Merkmalen das „Bedürfnis nach Verehrung des Staates in Gestalt repräsentativer Politiker als Ersatz für Kaiser und König“ sowie „das Vertrauen, die Regierung werde es schon recht machen“, an. Zwar erblickte Jaspers in der Bundesrepublik keinen Obrigkeitsstaat, vermutete aber, dass eine Entwicklung zu diesem mangels der Freiheit der Bürger erneut stattfinden könne: „Aber dieser Staat selber hat in sich die Tendenzen, die ihn zu einem autoritären Gebilde machen, in dem zwar kein Monarch herrscht und auch nicht mehr begehrt wird, aber derart, daß dieser Staat sich wandelt zu einem Obrigkeitsstaat mit Untertanengesinnung, weitgehend ähnlich der wilhelminischen Zeit.“
In seinem Buch „Antwort“, das er 1967 in Reaktion auf die Kritik an seinem Buch publizierte, konkretisierte Jaspers, dass er die Tendenzen zur „Parteienoligarchie“, zum Autoritären und zur Diktatur zwar für möglich, aber auch für abwendbar hielt: „Tendenzen, das heißt: es muß nicht so kommen. Je deutlicher die Staatsbürger die Tendenzen wahrnehmen, desto größer ist die Chance, daß sich diese nicht vollenden werden.“ Und er ergänzte: „Ein Volk wird reif zur Demokratie, indem es selber politisch aktiv ist. Daher ist Voraussetzung einer Demokratie, daß dem Volk ein Maximum von Mitwirkung zur Aufgabe wird oder daß es sich diese nimmt, und das Vertrauen zum Volk, nicht zu dem, was es ist, sondern zu dem, was es werden kann.“